# カントゥ
カントゥ（伊: Cantù）は、イタリア共和国ロンバルディア州コモ県にある、人口約4万人の基礎自治体（コムーネ）。
県都コモに次いで、コモ県第2位のコムーネ人口を有する。

## 地理

### 位置・広がり
コモ県南部、ブリアンツァ地方のコムーネ。県都コモから南南東へ9km、モンツァから北北西へ21km、州都ミラノから北へ31kmの距離にある。
ミラノ市やコモ市から中間距離ということもあり週末になると近郊在住の若者は市街地から居なくなる傾向にある。郊外に大きなディスコーテッカ（クラブ）があるため深夜になると幹線道路は込み合う。また日中は自転車チームが練習を行なう。

#### 隣接コムーネ
隣接するコムーネは以下の通り。
- アルツァーテ・ブリアンツァ
- ブレンナ
- カピアーゴ・インティミアーノ
- カリマーテ
- チェルメナーテ
- クッチャーゴ
- フィジーノ・セレンツァ
- マリアーノ・コメンセ
- オルセニーゴ
- センナ・コマスコ
- ヴェルテマーテ・コン・ミノプリオ

### 地震分類
イタリアの地震リスク階級 (it) では、4 に分類される
。

## 行政

### 分離集落
カントゥには、以下の分離集落（フラツィオーネ）がある。
- Asnago, Cascina Amata, Fecchio, Mirabello, Vighizzolo

## 交通

### 道路
- 高速道路A9号線 ミラノ－ライナーテ－コモ－キアッソ
- 無料高速道路 ミラノ－レッコ
- 国道35号線

### 鉄道
- ノルド線 ミラノ県線
- 国鉄 コモ－レッコ間
- 国鉄 ミラノ－コモ－キアッソ線

### 空港
- ミラノ・リナーテ空港、ミラノ・マルペンサ空港

## 人物

### 著名な出身者
- ジョヴァンニ・サルダリーニ（イタリア語版） - 枢機卿
- フランコ・ブリエンツァ - サッカー選手

## 姉妹都市
- ヴィルフランシュ＝シュル＝ソーヌ、フランス
- ダンフリーズ、イギリス